# NGC 3313
NGC 3313 ist eine Balken-Spiralgalaxie vom Hubble-Typ SBab im Sternbild Wasserschlange südlich des Himmelsäquators, die schätzungsweise 157 Millionen Lichtjahre von der Milchstraße entfernt ist.
Entdeckt wurde das Objekt am 26. März 1886 von Ormond Stone.
Am 23. November 2002 wurde in NGC 3313 die Supernova SN 2002jp entdeckt.

## NGC 3313-Gruppe (LGG 209)
| Galaxie   | Alternativname | Entfernung / Mio. Lj |
| --------- | -------------- | -------------------- |
| NGC 3331  | PGC 31743      | 153                  |
| NGC 3313  | PGC 31551      | 157                  |
| NGC 3335  | PGC 31706      | 165                  |
| IC 2589   | PGC 31126      | 156                  |
| IC 2594   | PGC 31405      | 150                  |
| PGC 31614 | ESO 501-62     | 167                  |
| PGC 30915 | ESO 501-01     | 160                  |